# Église Saint-Pierre-Saint-Paul de Montmort
Pour les articles homonymes, voir Église Saint-Pierre-et-Saint-Paul.
L'église Saint-Pierre-et-Saint-Paul de Montmort-Lucy, se trouve dans le département de la Marne, en France.

## Localisation
Elle est située à l'écart du bourg à l'est, encore environnée de son cimetière.

## Architecture

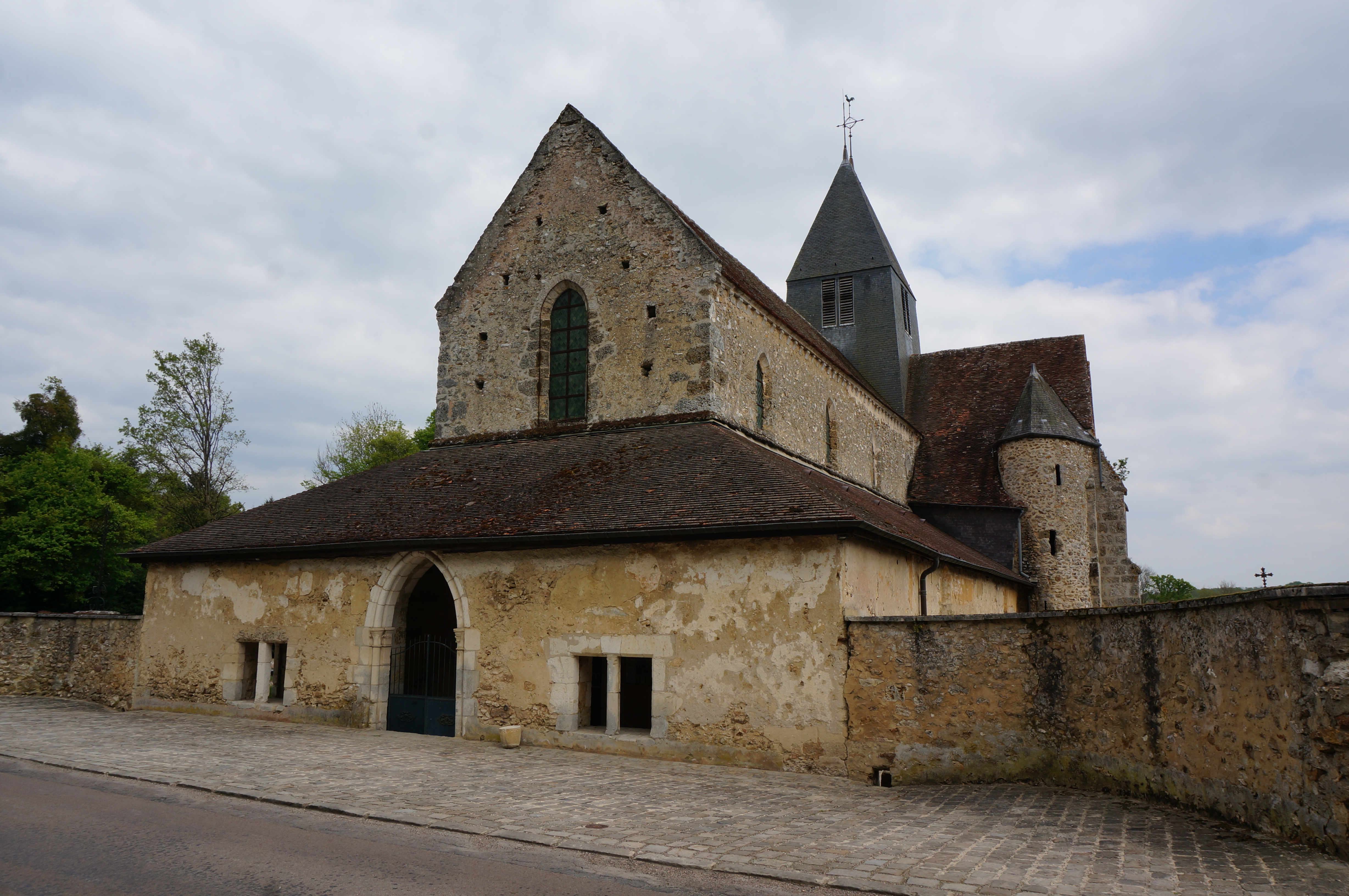
L'église avec son porche et le mur du cimetière.

L'église de Montmort affecte un plan en croix latine. Précédée d'un porche en appentis du XIIIe (caquetoire), la nef, de quatre travées, est bordée de collatéraux. Partie la plus ancienne de l'édifice (première moitié du XIIe siècle), elle débouche sur un transept du XIIIe. Ce dernier a été doublé à la fin du XVe, époque où fut également érigé le chœur, constitué d'une abside pentagonale qu'accoste au nord une sacristie plus tardive (1738 ou 1758).

### Autels
L'autel principal, en marbre rouge avec sa grille du XVIIIe. Un autel secondaire dédié à saint Pierre en bois peint du XVIIIe.

### Dédicaces
Toute une série de dédicaces existent en l'église, une à Françoise de Nargonne épouse de Charles d'Angoulême, à Antoine Le Gendre, à Marie Humberti, Nicolas Moreau sur marbre noir. Nicolas Mantel dans le narthex.

### Hangest
Un enfeu aux armes de la famille d'Hangest se trouve dans le chœur de l'église, datant du XVIe siècle, il est classé.

### Vitraux
Les vitraux, datant du XVIe siècle, font l'orgueil du chœur de l'église de Montmort. 
La maîtresse-vitre (1620-1630) présente une crucifixion offerte par Louis de Hangest, écuyer d'Anne de Bretagne. Elle est encadrée de deux verrières ayant pour thème la vie de saint Pierre et la Passion. Une autre fenêtre figure saint Nicolas et le diacre saint Laurent.
L'église conserve également un vitrail de 1540 consacré à la vie de la Viergeet des fragments représentant saint Jean-Baptiste, sainte Barbe et saint Edme.

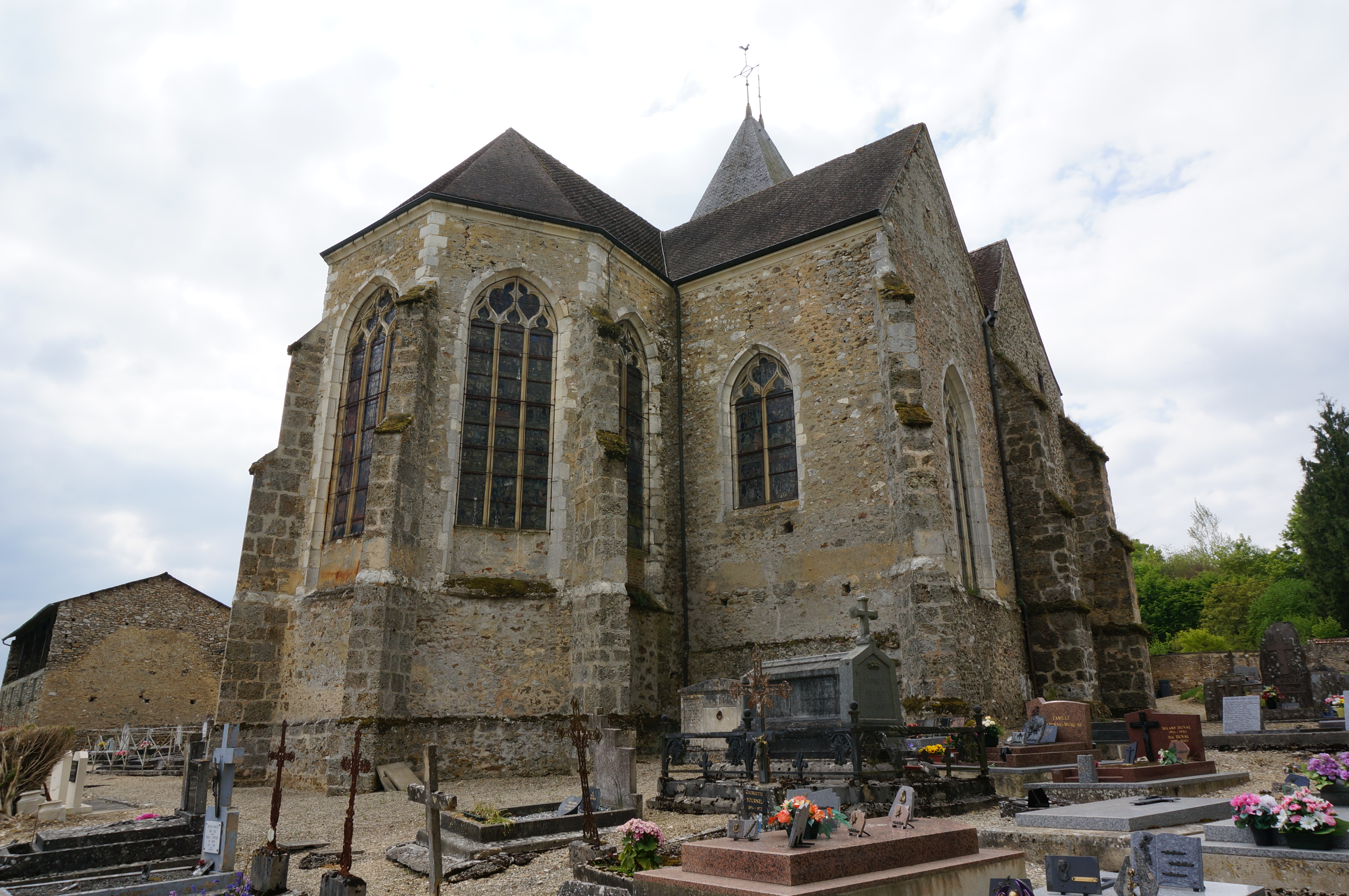
Le chœur.
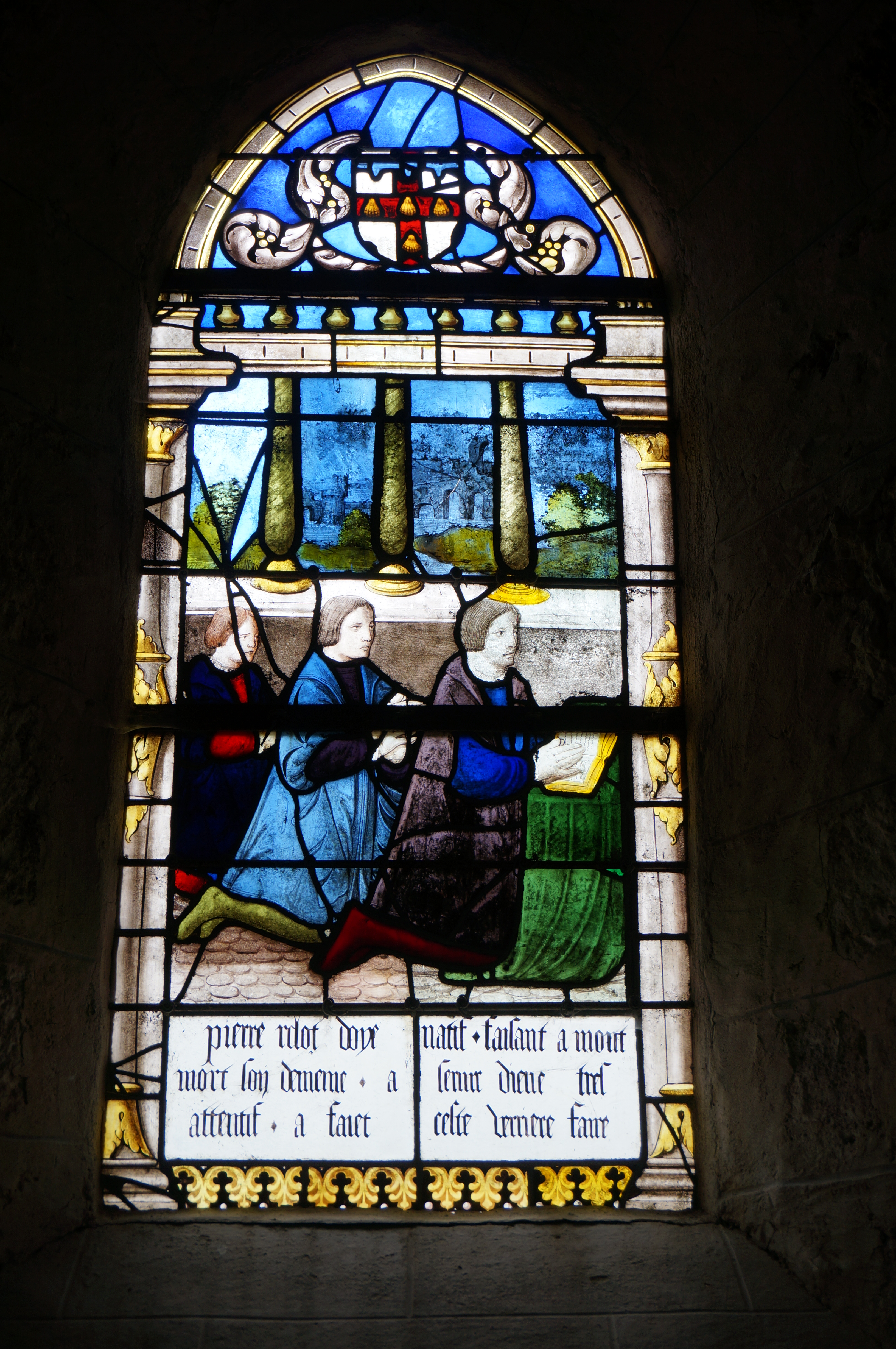
Vitrail.
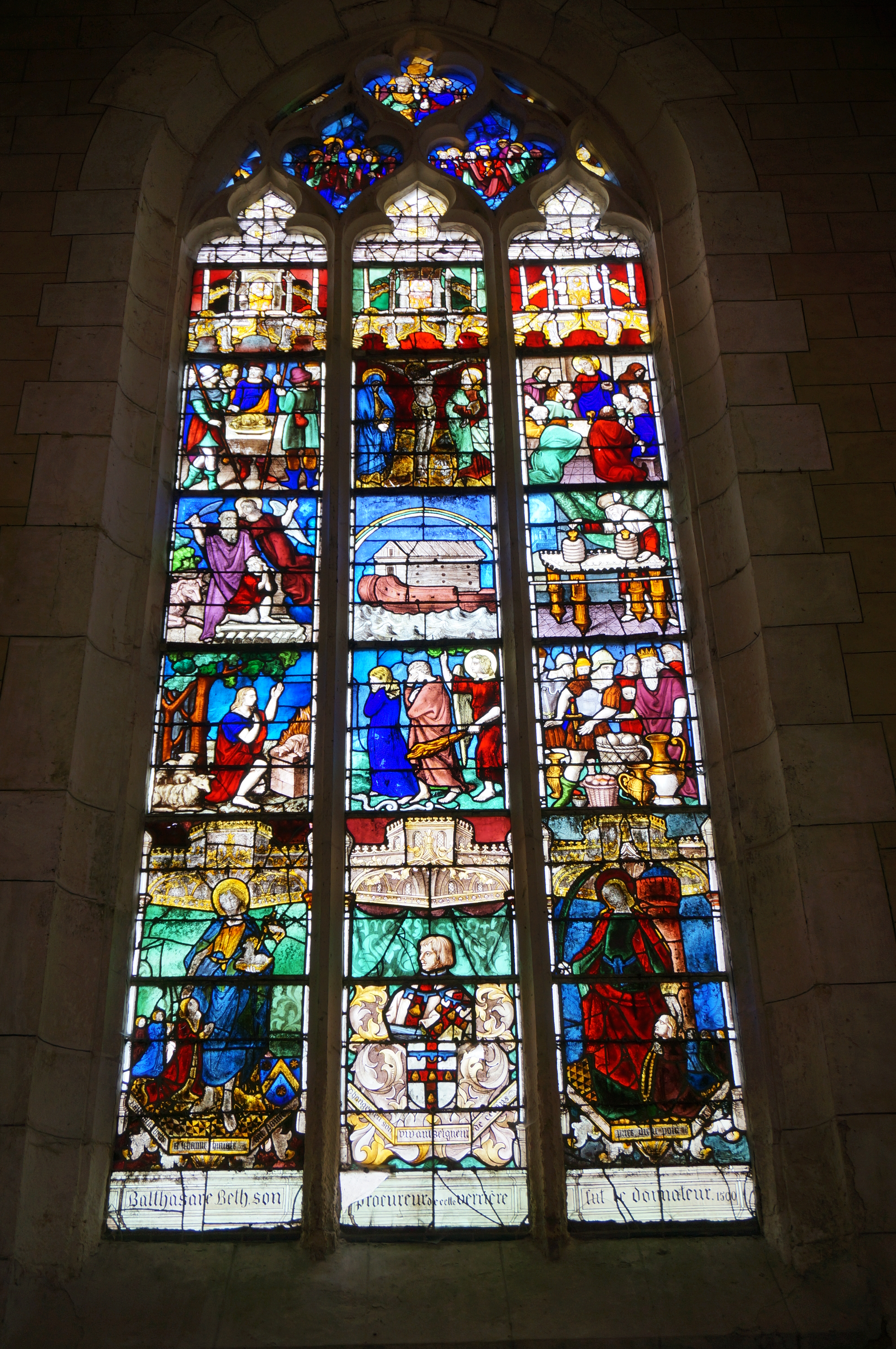
Vie de la Vierge.
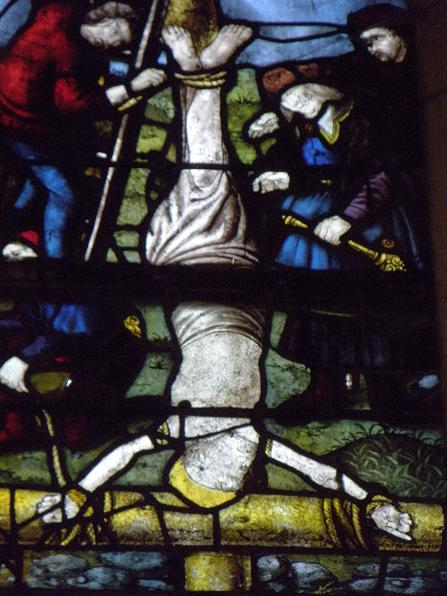
Crucifixion de saint Pierre.

### Chaire
La chaire à prêcher, de style rococo et datant du milieu du XVIIIe siècle, pourrait avoir été réalisée à Tournai, ville belge d'où est originaire la famille donatrice des Crombez de Montmort. La cuve est ornée de bas-reliefs représentant saint Pierre, sainte Apolline et sainte Marie-Madeleine .

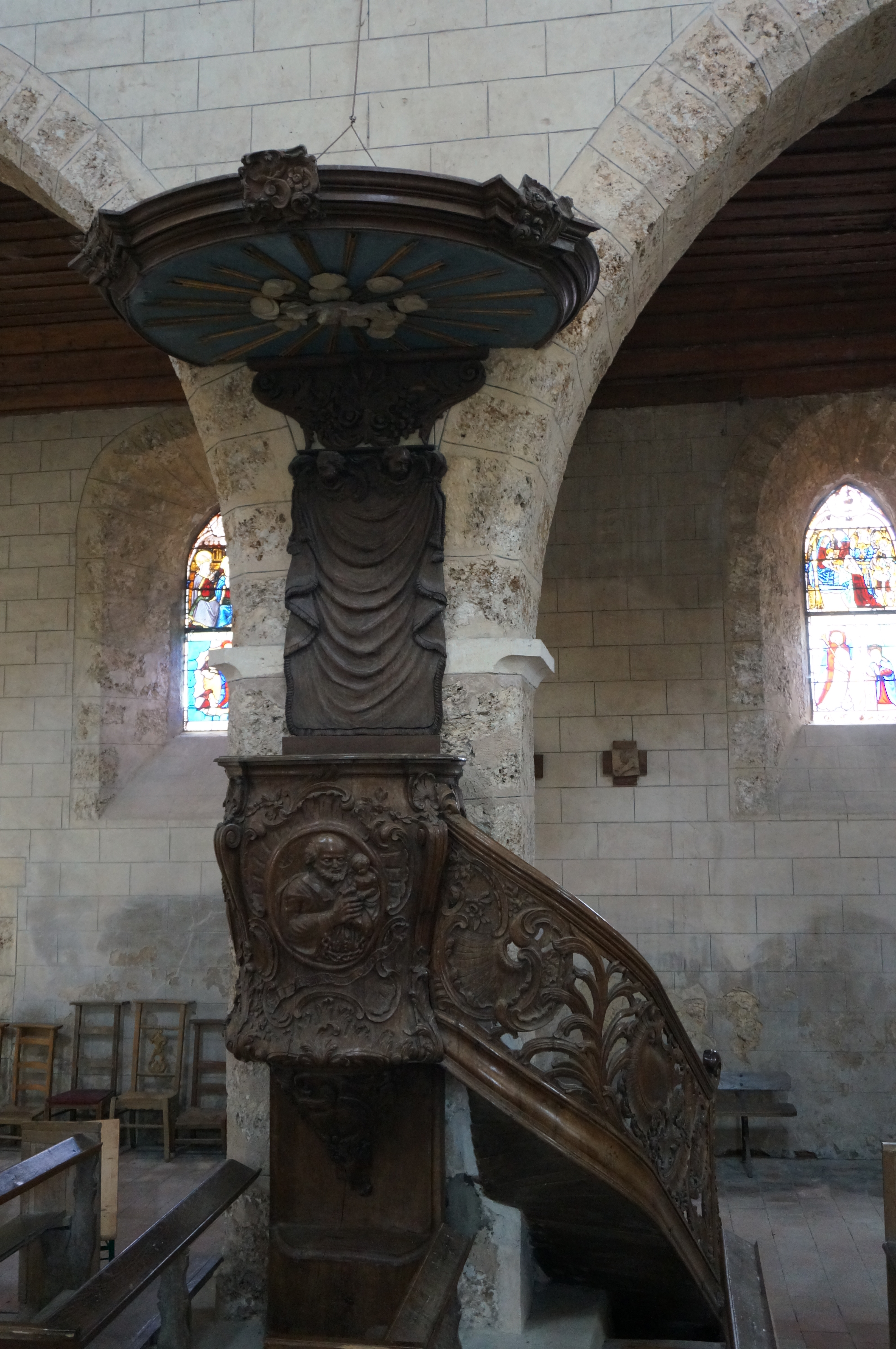
La chaire.
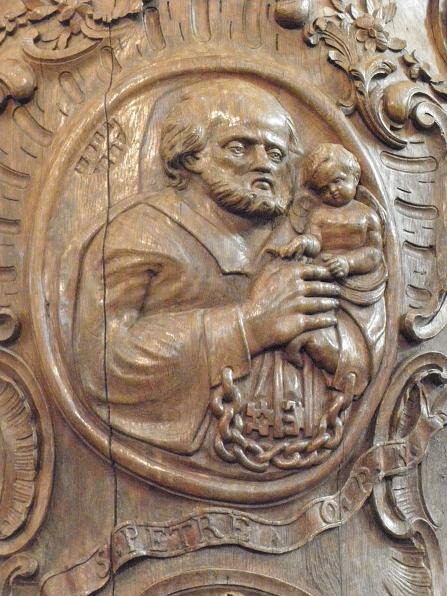
Saint Pierre, détail de la chaire.
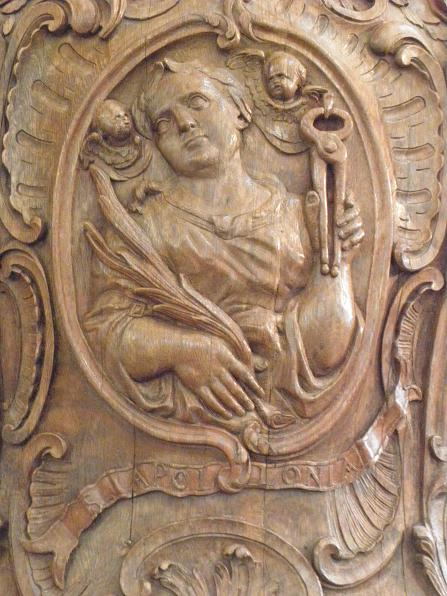
Sainte Apolline, détail de la chaire.

## Galerie d'images

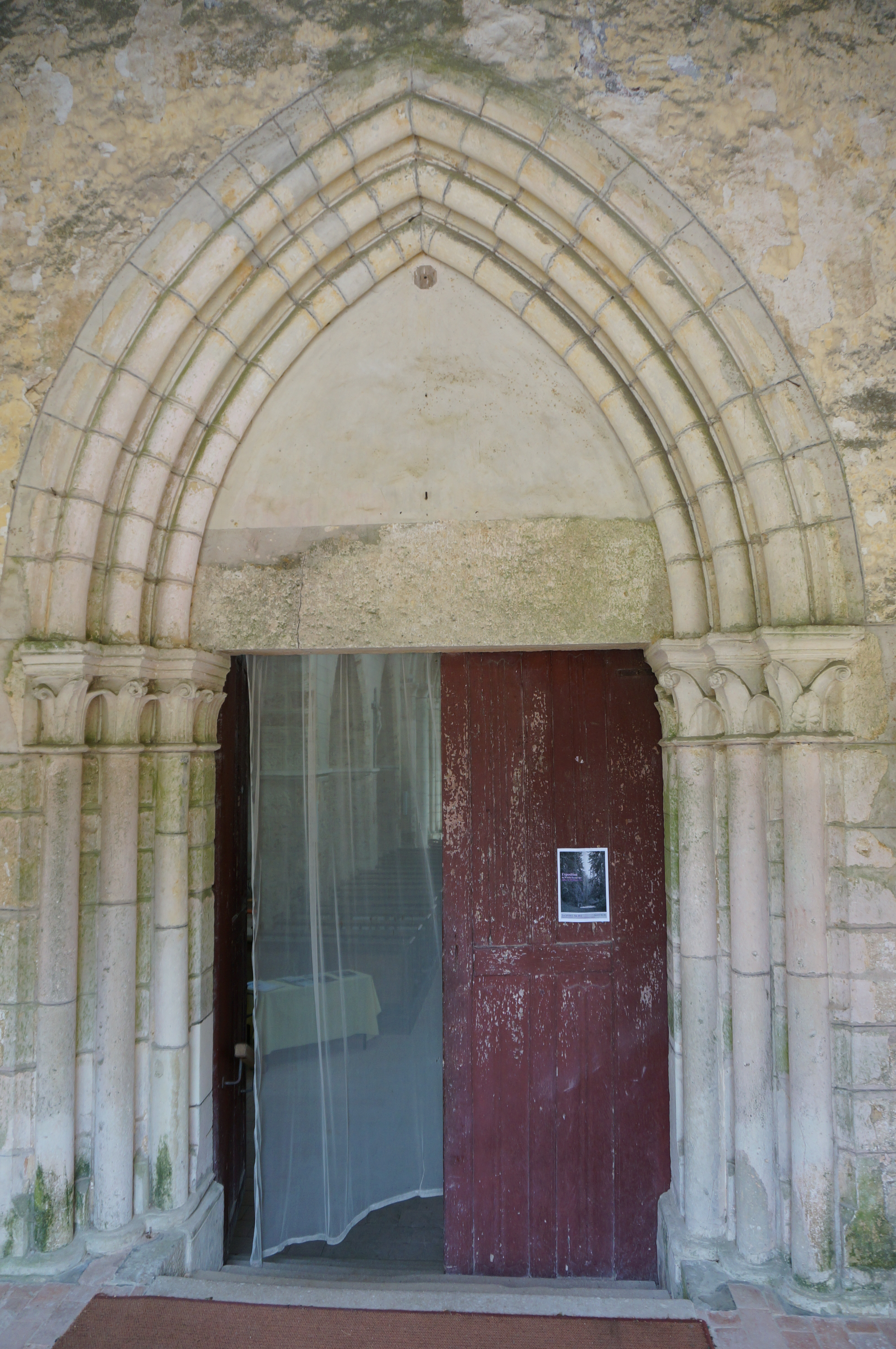
Portail occidental.
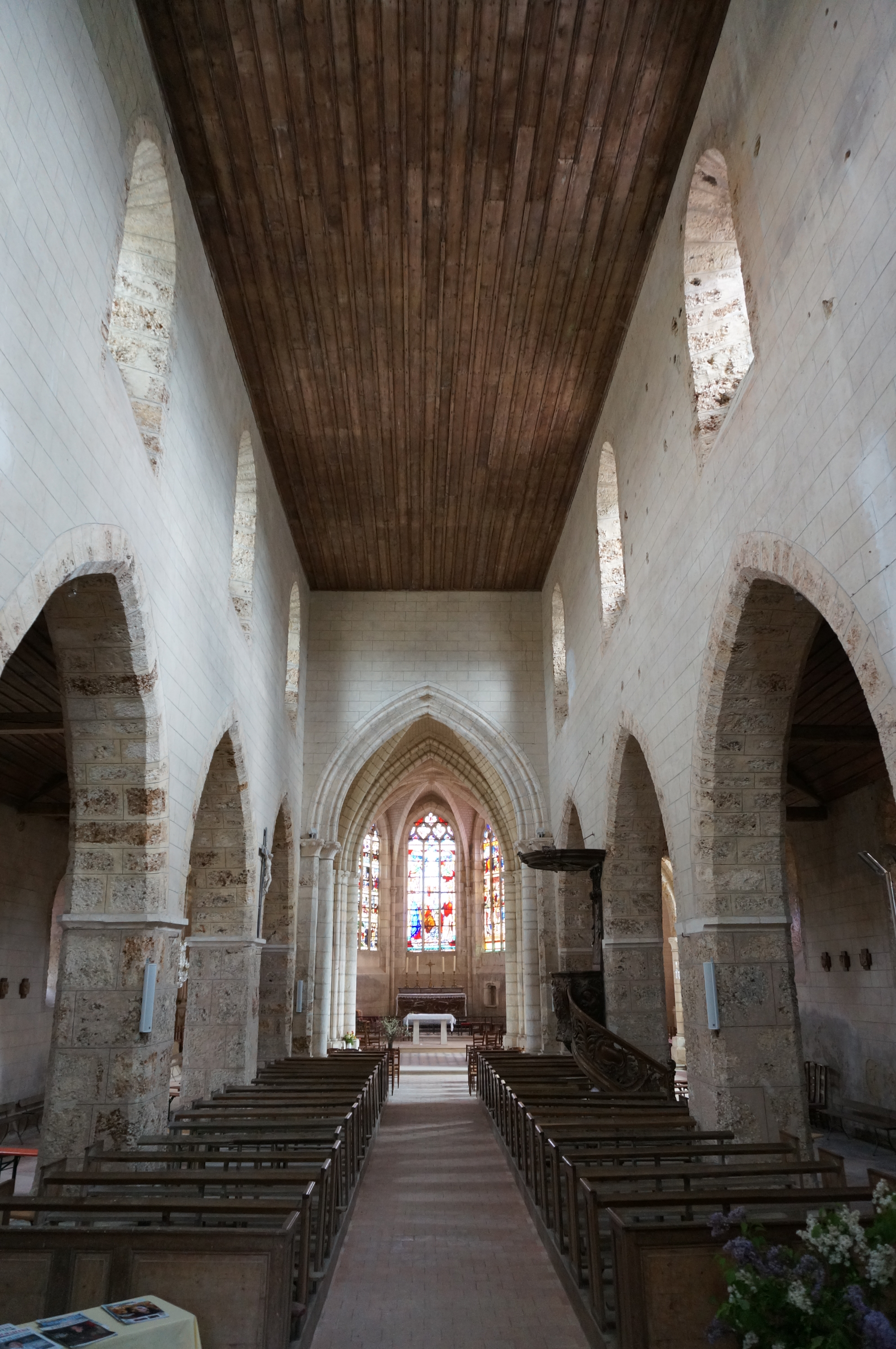
La nef
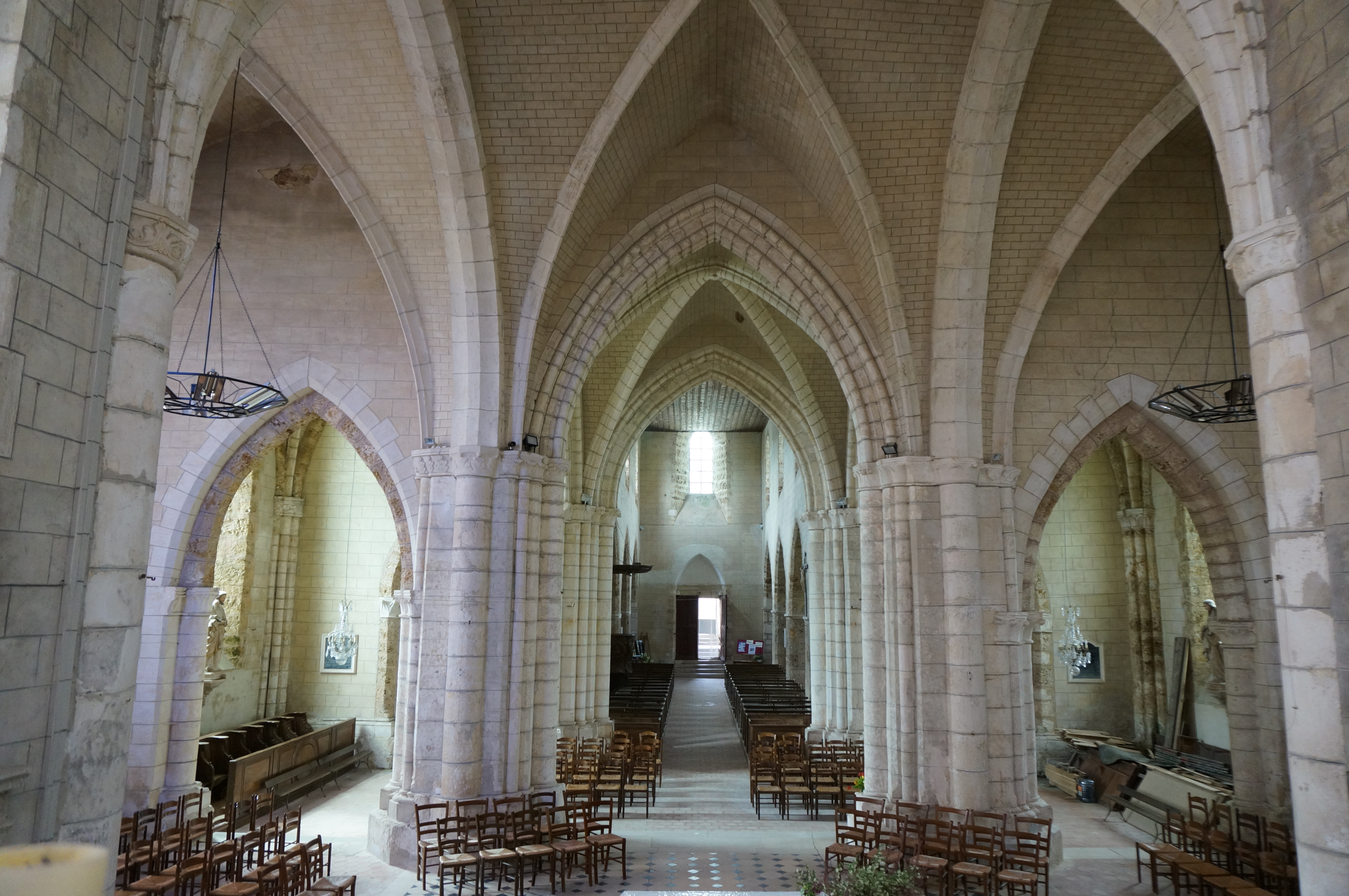
et collatéraux depuis la croisée,
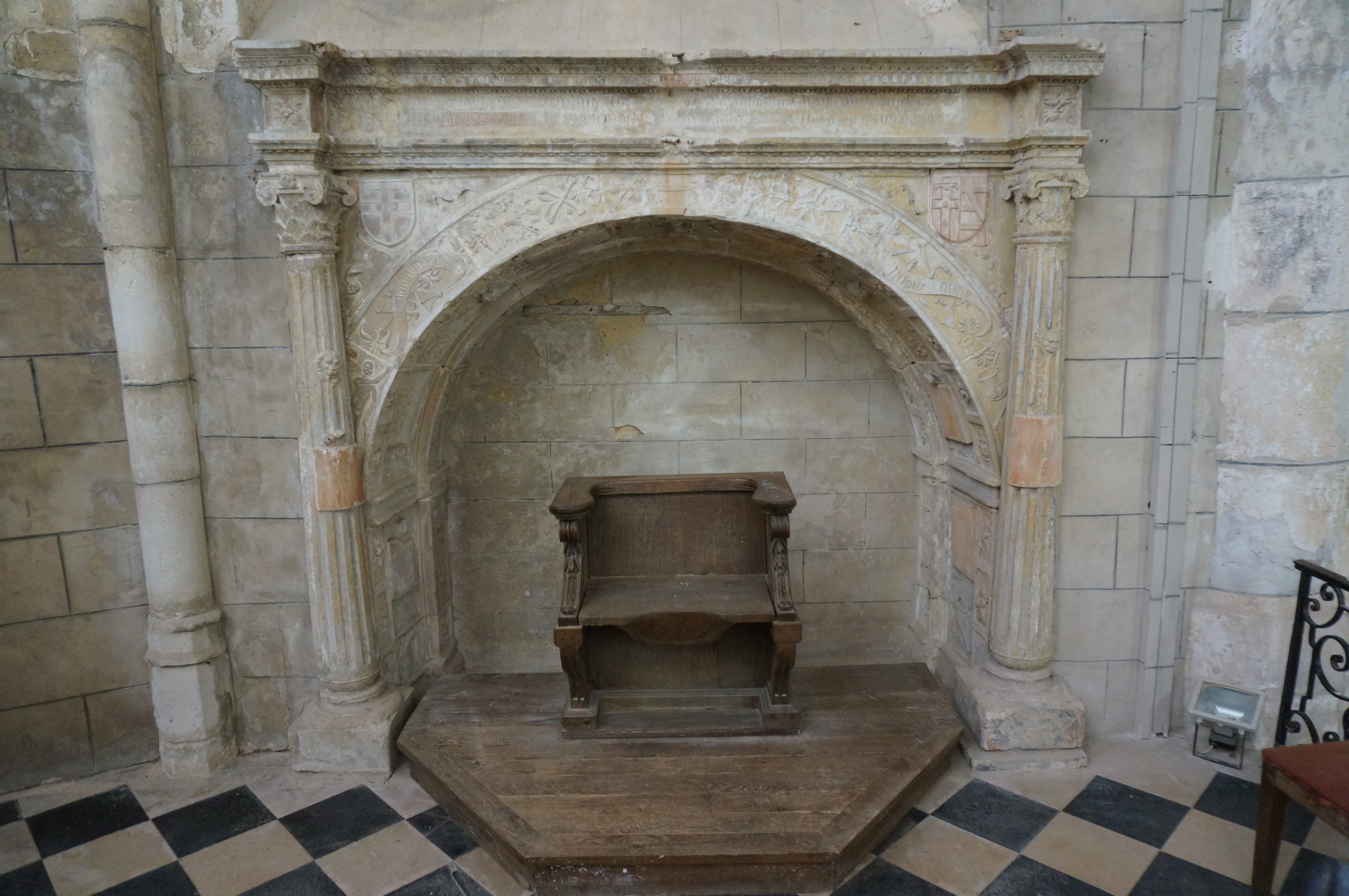
enfeu.
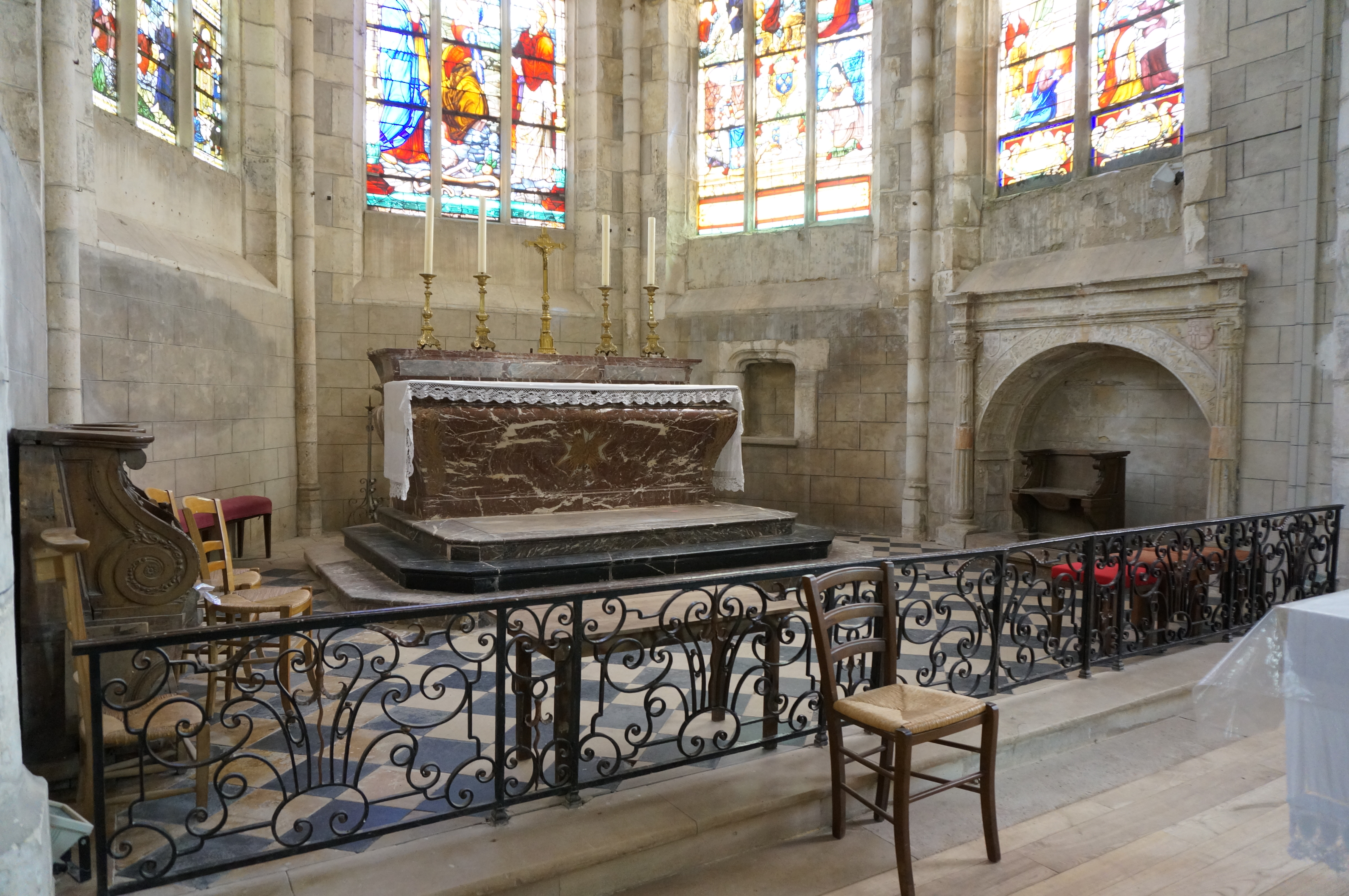
Le chœur avec son autel ses stalles et sa grille.